# Чиверёво
Чиверёво — деревня в городском округе Мытищи Московской области России. Население — 161 чел. (2010).

## География
Расположена на севере Московской области, в западной части Мытищинского района, примерно в 15 км к северо-западу от центра города Мытищи по автодорогам и в 22 км от Московской кольцевой автодороги по автодороге М8, на северном берегу Клязьминского водохранилища. На берегу Клязьминского водохранилища находится одноимённая пристань ФГУП «Канал имени Москвы». 
В деревне 53 улицы, проездов, тупик, приписано садоводческое товарищество. Связана автобусным сообщением с районным центром и городом Москвой (маршруты № 26, 438). Ближайшие населённые пункты — деревни Жостово, Осташково, Сорокино.

## Население
| 1852 | 1859 | 1890 | 1899 | 1926 | 2002 | 2010 |
| ---- | ---- | ---- | ---- | ---- | ---- | ---- |
| 218  | ↗245 | ↘175 | ↗177 | ↗359 | ↘168 | ↘161 |

## История
…место церковное в 1623 г. Московскаго уезда, Манатина, Быкова и Коровина стана «на пустоши, что было село Чевырево, на реке Клязьме, вотчине Новодевичьяго монастыря, по даной 79 (1571) г., что дали в монастырь то село с пустошами Иванова жена Челяднина Елена, да Андреева жена Васильева сына Буракова Марья…»— Холмогоров В. И., Холмогоров Г. И. Исторические материалы для составления церковных летописей Московской епархии

Чеварево, деревня 2-го стана, Государств. Имущ., 107 душ м. п., 111 ж., 32 двора, 21 верста от Бутырской заставы, по Дмитровскому тракту влево 3 версты— Нистрем К. Указатель селений и жителей уездов Московской губернии
В «Списке населённых мест» 1862 года — владельческое сельцо Московского уезда Московской губернии по правую сторону Дмитровского тракта (из Москвы в Калязин), в 19 верстах от губернского города и 15 верстах от становой квартиры, при реке Клязьме, с 36 дворами и 245 жителями (120 мужчин, 125 женщин).
По данным на 1899 год — деревня Троицкой волости Московского уезда с 177 жителями.
В 1913 году — 71 двор, квартира урядника, кредитное товарищество.
По материалам Всесоюзной переписи населения 1926 года — центр Чиверёвского сельсовета Коммунистической волости Московского уезда в 7 км от станции Хлебниково Савёловской железной дороги, проживало 359 жителей (165 мужчин, 194 женщины), насчитывалось 86 хозяйств, из которых 62 крестьянских.
С 1929 года — населённый пункт в составе Коммунистического района Московского округа Московской области. Постановлением ЦИК и СНК от 23 июля 1930 года округа как административно-территориальные единицы были ликвидированы.
Административная принадлежность
1929—1935 гг. — деревня Новосельцевского сельсовета Коммунистического района.
1935—1939 гг. — деревня Осташковского сельсовета Пушкинского района.
1939—1955 гг. — деревня Жостовского сельсовета Пушкинского района.
1955—1963, 1965—1994 гг. — деревня Жостовского сельсовета Мытищинского района.
1963—1965 гг. — деревня Жостовского сельсовета Мытищинского укрупнённого сельского района.
1994—2006 гг. — деревня Жостовского сельского округа Мытищинского района.
2006—2015 гг. — деревня городского поселения Пироговский Мытищинского района.

## Достопримечательности
- Близ деревни на берегу Клязьминского водохранилища находится памятник археологии федерального значения селище «Чеверёвское», чеверёвская курганная группа, состоящая из 12 курганов —  Объект культурного наследия № 5010291000№ 5010291000.
- Часовня Иконы Божией Матери Смоленская, построенная в 1902 году по проекту архитектора Н. Н. Благовещенского на месте разорённой в Смуту церкви Николая Чудотворца[20], является памятником архитектуры регионального значения —  Объект культурного наследия № 5000834000№ 5000834000.